# Антонов, Николай Иванович (1859)
Никола́й Ива́нович Анто́нов (29 сентября 1859 — 12 мая 1938) — русский судебный и общественный деятель, политик, член Государственной думы от Харьковской губернии.

## Биография

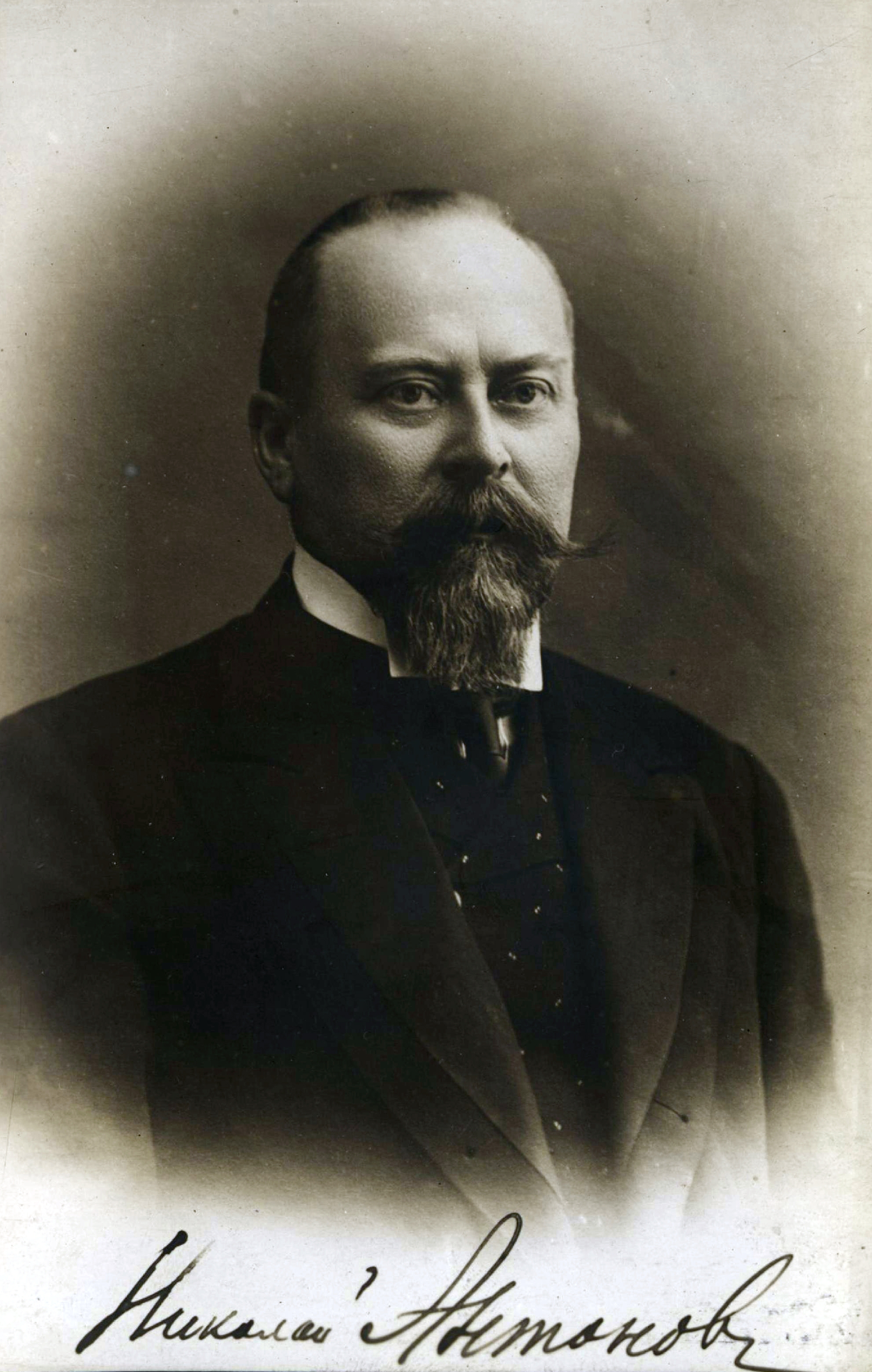
Николай Иванович Антонов

Происходил из потомственных дворян. Сын штабс-ротмистра Ивана Андреевича Антонова и его жены Софьи Ивановны. Землевладелец Изюмского уезда (620 десятин), домовладелец города Киева. 
Окончил частную гимназию Карла Мая и юридический факультет Санкт-Петербургского университета (1882) со степенью кандидата прав (1883).
По окончании университета поступил на службу кандидатом на судебные должности при Петербургском окружном суде. Занимал должности: помощника секретаря суда (1883—1884), судебного следователя 2-го участка Санкт-Петербурга (1884) и 1-го участка Царкосельского уезда (1885), заведующего 2-м следственным участком Царкосельского уезда (1886).
В 1886—1889 годах состоял товарищем эстляндского губернского прокурора. В дальнейшем занимал должности: товарища прокурора Ревельского окружного суда (1889—1894). делопроизводителя 1-го департамента Министерства юстиции (1896), прокурора Пермского (1896—1899) и Житомирского (1899—1904) окружных судов, товарища прокурора Киевской судебной палаты (1904—1906) и начальника 1-го уголовного отделения 1-го департамента Министерства юстиции (1906—1907). Кроме того, состоял директором Тюремного комитета и членом Международного общества криминалистов. Дослужился до чина действительного статского советника (1905). В 1907 году, после избрания в Думу, был уволен от службы с мундиром по прошению.
Занимался общественной деятельностью: избирался гласным Изюмского уездного и Харьковского губернского земских собраний, почетным мировым судьей Изюмского уезда (1909—1915). В 1907 году вступил в Союз 17 октября. Состоял выборщиком в I и II Государственные думы по Изюмскому уезду от съезда землевладельцев.
В 1907 году был избран членом III Государственной думы от Харьковской губернии. Входил во фракцию октябристов. Был избран товарищем секретаря Думы. Состоял секретарем комиссии личного состава, товарищем председателя комиссии по судебным реформам, председателем комиссии по направлению законодательных предположений, а также членом комиссий: бюджетной, о неприкосновенности личности, по Наказу, по исполнению государственной росписи доходов и расходов. Был докладчиком по проверке прав членов и секретарем 9-го отдела ГД.
В 1912 году был переизбран в Думу от Харьковской губернии. Входил во фракцию «Союза 17 октября», был председателем Бюро фракции. Был избран товарищем секретаря Думы и членом Президиума. В 1913 году вышел из бюро фракции из-за несогласия с её политикой, а после раскола фракции в 1914 примкнул к группе земцев-октябристов. Входил в Прогрессивный блок. Состоял председателем комиссии по направлению законодательных предположений (с декабря 1916), а также членом комиссий: бюджетной, по судебным реформам, о борьбе с немецким засильем.
В Первую мировую войну состоял особоуполномоченным Красного креста в районе 4-й армии.
27 марта 1917, после Февральской революции, был назначен комиссаром складов-поездов бывшей императрицы Александры Федоровны и вдовствующей императрицы Марии Федоровны, а через два дня — комиссаром по бывшему Романовскому комитету. Также был членом, а затем председателем Комиссии Красного Креста для приема учреждений бывшей императрицы Марии Федоровны и императрицы Александры Федоровны. В августе 1917 участвовал в Государственном совещании в Москве.
После Октябрьской революции в эмиграции в Югославии. В 1921 году вошел в Русский совет при бароне Врангеле.
В последние годы страдал параличом, умер в русском госпитале в Панчеве. Похоронен на Успенском кладбище Нови-Сада. Был женат на Вере Владимировне Комаровской (1866−1941).

## Награды
- Орден Святого Станислава 2-й ст. (1895)
- Орден Святой Анны 2-й ст. (1898)
- Орден Святого Владимира 4-й ст. (1889)
- Орден Святого Владимира 3-й ст. (1907)